# Cagarra-de-cabo-verde
Cagarra-de-cabo-verde (Calonectris edwardsii) (Oustalet, 1883), é uma ave marinha de média dimensão pertencente à família Procellariidae. É considerada como um endemismo do arquipélago de Cabo Verde e da região biogeográfica da Macaronésia.

## Descrição
A cagarra-de-cabo-verde foi originalmente descrita em 1883 por Émile Oustalet como uma espécie autónoma no género Calonectris, mas foi posteriormente considerada como uma subespécie de Calonectris diomedea. A situação foi revertida em 1995 pela publicação de uma análise taxonómica da autoria de Cornelis Hazevoet, que demonstra que a população cabo-verdiana constitui uma espécie distinta.
C. edwardsii apresenta um bico afilado e escuro, com a cabeça e a parte dorsal mais escura que qualquer das subespécies de C. diomedea. Também o voo é mais parecido com o das pardelas. com uma postura das asas mais rígida e batidas mais rápidas.  A aparência geral, comparada com C. diomedea, é de uma ave mais pequena, mais com corpo mais esguio e angular.

## Distribuição e etologia
Apenas se conhece nidificação da espécie no arquipélago de Cabo Verde, embora se suspeite que possa ocorrer na ilha da Madeira. As maiores colónias nidificantes situam-se nas falésias costeiras da ilha Brava, no Ilhéu Branco e no Ilhéu Raso, mas a espécie nidifica em pequenas colónias em outras ilhas de Cabo Verde.
Apesar de sua distribuição pelágica e movimentos no mar não serem bem conhecidos, as aves desta espécie estão regularmente presentes em torno das ilhas de Cabo Verde durante a estação reprodutora. Após o período de nidificação as aves dispersam-se na região oceânica circundante, sendo encontradas com frequência na zona de upwelling das águas do Senegal, onde cerca de 10% da população foi registada durante o mês de Outubro. Há também registos de avistamentos no Atlântico Sul e na costa leste da América do Norte.
Após uma ausência de três meses, os adultos reprodutores regressam às zonas de nidificação nos finais de Fevereiro e durante o mês de Março, instalando-se em cavidades nas falésias, sobre ilhéus e rochedos marinhos isolados e sob grandes rochas da zona costeira. As fêmeas põem um só ovo, de casca branca, e a incubação ocorre de Maio a Julho, com as crias abandonando o ninho de finais de Setembro a Novembro. Após abandonarem o ninho, as aves mantêm-se no mar até à época de nidificação seguinte.
Tal como acontece com as restantes espécies do género Calonectris, C. edwardsii alimenta-se exclusivamente de pequenos peixes e cefalópodes pelágicos e de outros organismos marinhos, vindo a terra exclusivamente para nidificar.
A população total foi estimada em 1993 em cerca de 20 000 indivíduos maduros (10 000 pares nidificantes).  Apesar de a espécie estar legalmente protegida, os juvenis são capturados nos ninhos por pescadores, sendo usados para alimentação humana e para isco de pesca, estimando-se em cerca de 5 000 as aves que em cada ano são capturadas nas colónias dos ilhéus Branco e Raso. O efectivo populacional da espécie tem declinado por causa do excesso de capturas de juvenis e a espécie é considerada como quase ameaçada.